# Подгруппа кручения
Подгру́ппа круче́ния — это подгруппа, образуемая множеством элементов конечного порядка в абелевой группе. Подгруппа кручения абелевой группы {\displaystyle A} обозначается {\displaystyle \operatorname {Tor} \,A}. Подгруппой p-кручения {\displaystyle \operatorname {Tor} _{p}\,A} называется множество всех элементов, порядок которых суть некоторая степень p. Подгруппы кручения и p-кручения группы определены однозначно. Любая конечнопорождённая абелева группа может быть разложена в прямую сумму вида
{\displaystyle A\cong \mathbb {Z} ^{n}\oplus \operatorname {Tor} \,A\simeq \mathbb {Z} ^{n}\oplus \bigoplus \limits _{i}\operatorname {Tor} _{p_{i}}\,A}
где {\displaystyle p_{i}} — простые числа. {\displaystyle \operatorname {Tor} _{p_{i}}\cong \mathbb {Z} _{p_{i}^{k_{i}}}^{+}}. Компоненты {\displaystyle \operatorname {Tor} _{p_{i}}} являются примарными. Существует и другое разложение подгруппы кручения: {\displaystyle \operatorname {Tor} \,A\cong \mathbb {Z} _{u_{1}}\oplus \ldots \oplus \mathbb {Z} _{u_{r}}}, где {\displaystyle u_{1}\mid u_{2},...,u_{r-1}\mid u_{r}}. Числа {\displaystyle u_{i}} также определены однозначно и называются инвариантными множителями группы.